# Indira-Gandhi-Straße
Die Indira-Gandhi-Straße ist Teil eines seit Jahrhunderten vorhandenen Verkehrsweges zwischen den damaligen Dörfern Weißensee und Lichtenberg. Sie liegt mit dem überwiegenden Teil im Berliner Ortsteil Alt-Hohenschönhausen. Ihren heutigen Namen erhielt die rund 22 Meter breite Straße am 8. November 1985.

## Geschichte
Die ersten überlieferten Namen sind Lichtenberger Weg (vor 1871) und Lichtenberger Straße (um 1871 bis 1985).
Indira Gandhi, die indische Premierministerin, besuchte 1983 auf Einladung der DDR-Regierung die Hauptstadt und fuhr im offenen Fahrzeug durch einige große Verkehrsstraßen, wo die Berliner ihr einen herzlichen Empfang bereiteten. Mit dem Besuch begann eine engere wirtschaftliche Zusammenarbeit beider Staaten. Nachdem Indira Gandhi 1984 ermordet worden war, ehrte die DDR die Politikerin, die sich auch stets für die Friedensbewegung engagiert hatte, durch die Umbenennung der Lichtenberger Straße in Indira-Gandhi-Straße. Der feierlichen Namensvergabe am 8. November 1985 wohnten neben hochrangigen DDR-Politikern auch der damalige indische Vizepräsident Ramaswami Venkataraman und der Botschafter Indiens in der DDR bei.

## Lage und Verkehr
Die Straße beginnt im Norden an der Berliner Allee und setzt sich im Süden als Weißenseer Weg fort, circa 50 Meter nördlich der Fritz-Lesch-Straße. Die Grundstücke der gesamten Westseite der Straße gehören zum Ortsteil Weißensee, zwischen Orankeweg und Fritz-Lesch-Straße liegen das Straßenland und die Grundstücke der Ostseite im Ortsteil Alt-Hohenschönhausen.

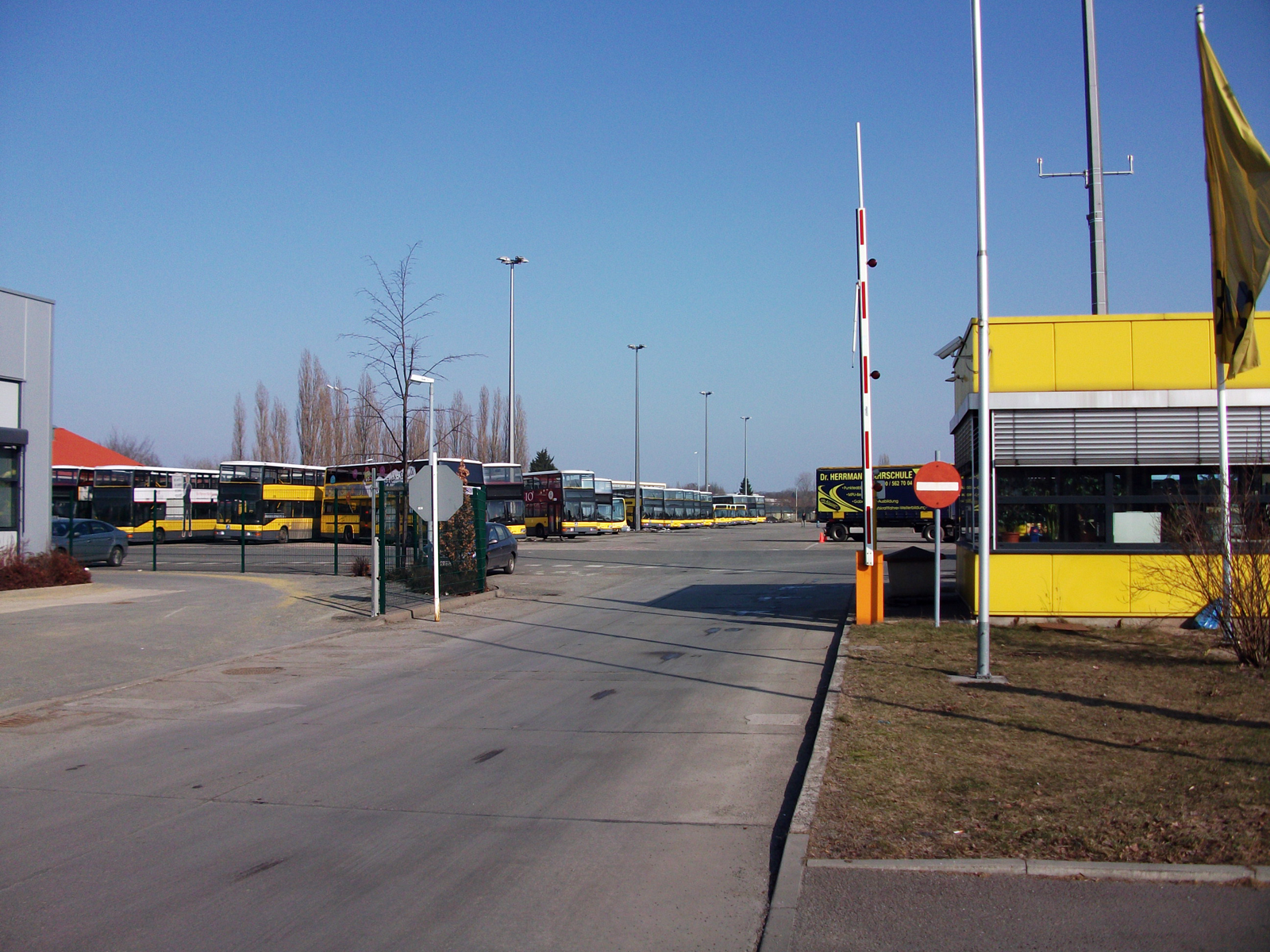
Omnibusbetriebshof an der Indira-Gandhi-Straße 104

In ihrer ganzen Länge wird die Indira-Gandhi-Straße von der Straßenbahnlinie M13 auf eigenem Gleisbett befahren. Auf der Ostseite der Straße liegt der Omnibusbetriebshof Indira-Gandhi-Straße, zu dem allerdings keine Buslinie führt. Die Linie 259 verläuft zwischen Berliner Allee und Hansastraße ein kleines Stück entlang der Indira-Gandhi-Straße.
Auf beiden Seiten der Straße sind bauliche Radwege angelegt.
Anlässlich einer im Jahr 2006 in Auftrag gegebenen Grundsanierung der Straße erfolgte eine Verkehrszählung, bei der die durchschnittliche tägliche Verkehrsstärke bei rund 20.000 Fahrzeugen pro Tag lag, darunter zahlreiche Schwerlastverkehre. Das zuständige Bezirksamt Lichtenberg finanzierte die Straßeninstandsetzung, vorgenommen von der Firma Emch+Berger, mit einer Summe von 650.000 Euro. In den folgenden Jahren mussten noch Nachbesserungen insbesondere bezüglich der Ebenheit zwischen dem Fahrbahnbelag und den vorhandenen Kanaldeckeln durchgeführt werden.

## Bauwerke und Sehenswürdigkeiten entlang der Straße
- St. Joseph-Krankenhaus[5]
- Auferstehungsfriedhof[6]

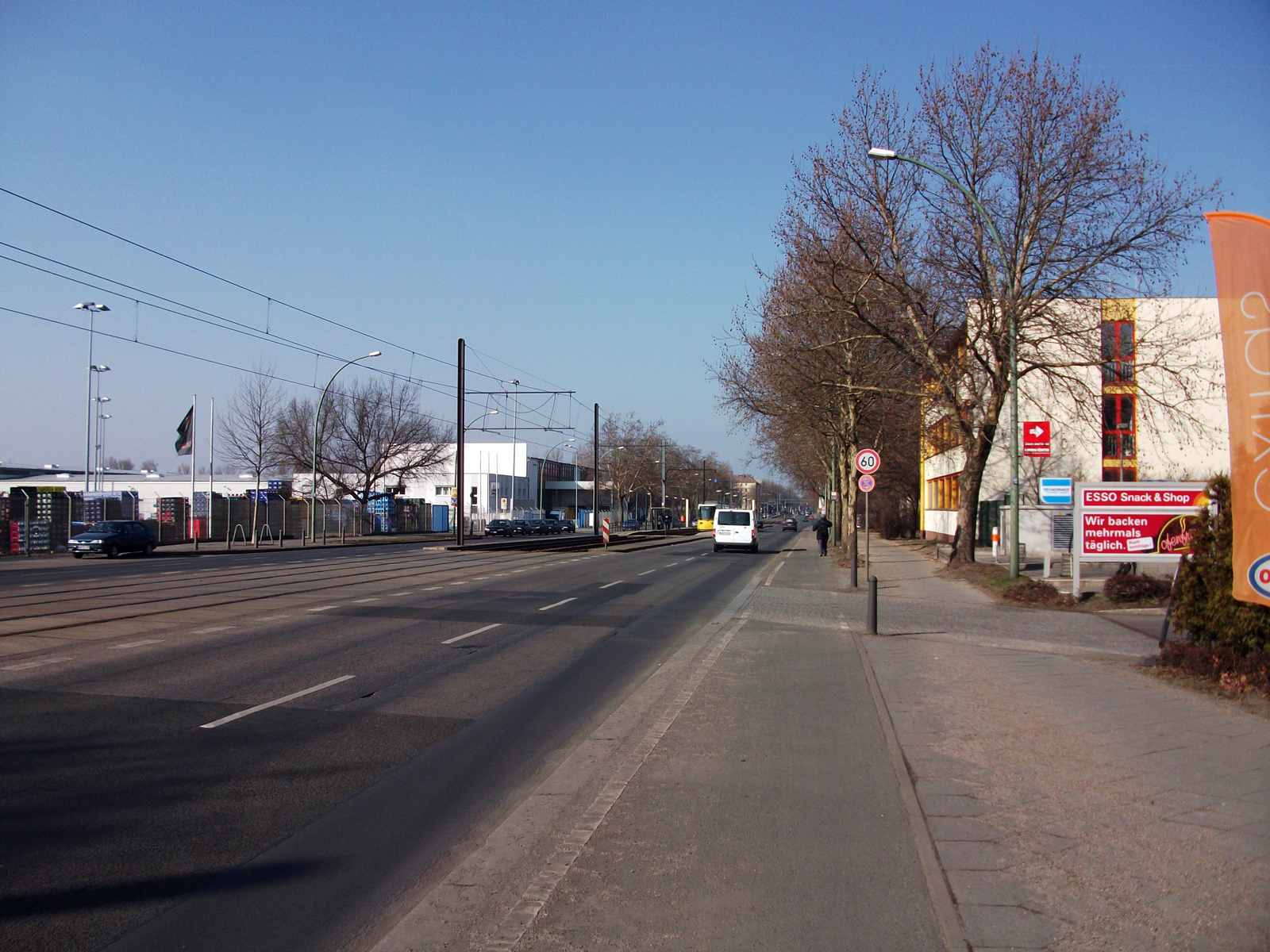
Gebäude des ehemaligen VEB Spreequell (links), TÜV-Prüfstelle hinter der Tankstellenausfahrt (rechts)

- Jüdischer Friedhof Berlin-Weißensee, der allerdings seinen Haupt- und Besuchereingang in der Herbert-Baum-Straße hat. An der Indira-Gandhi-Straße erstreckt sich eine etwa 330 Meter lange mit Menora-Reliefs versehene Umfassungsmauer mit einer Wirtschaftseinfahrt.
- Gebäude des Omnibusbetriebshofs aus den Jahren 1958–1966 (unter Denkmalschutz)[7]
- TÜV-Prüfstelle Berlin-Hohenschönhausen (Hausnummer 100)[8]
- Berliner-Kindl-Schultheiss-Brauerei[9]
- Produktions- und Abfüllgebäude des früheren VEB Getränkekombinat Berlin, Betriebsteil VEB Spreequell (Hausnummer 25), die nach dessen Abwicklung durch einen Getränkegroßhandel weiter genutzt werden[10]